# Дробная производная
Дробная производная (или производная дробного порядка) является обобщением математического понятия производной. Существует несколько разных способов обобщить это понятие, но все они совпадают с понятием обычной производной в случае натурального порядка. Когда рассматриваются не только дробные, но и отрицательные порядки производной, к такой производной обычно применяется термин дифферинтеграл.

## Дробные производные на отрезке вещественной оси
Для функции {\displaystyle f(x)}, заданной на отрезке {\displaystyle [a,\,b]}, каждое из выражений
{\displaystyle D_{a+}^{\alpha }\,f(x)={\frac {1}{\Gamma (1-\alpha )}}{\frac {d}{dx}}\int \limits _{a}^{x}{\frac {f(t)\,dt}{(x-t)^{\alpha }}},\quad \,D_{b-}^{\alpha }\,f(x)=-{\frac {1}{\Gamma (1-\alpha )}}{\frac {d}{dx}}\int \limits _{x}^{b}{\frac {f(t)\,dt}{(t-x)^{\alpha }}},}
где {\displaystyle \Gamma } — гамма-функция, называется дробной производной порядка {\displaystyle \alpha }, {\displaystyle 0<\alpha <1}, соответственно левосторонней и правосторонней. Дробные производные в приведенном виде называют обычно производными Римана — Лиувилля.

## Определение черезинтеграл Коши
Дробная производная порядка {\displaystyle p} ({\displaystyle p} — вещественное положительное число) определяется через интеграл Коши: {\displaystyle D_{C}^{p}f(t)={\frac {1}{\Gamma (p)}}\!\int \limits _{C}{\frac {f(u)}{(t-u)^{p+1}}}\,du}, где интегрирование ведется по выбранному заранее контуру {\displaystyle C} на комплексной плоскости. Непосредственное применение этой формулы затруднено из-за ветвления функции при дробном показателе степени в знаменателе.

## Определение черезпреобразование Фурье
Основано на следующем свойстве интегрального преобразования Фурье
{\displaystyle F[D^{k}\psi (x)](\omega )=(-i\omega )^{k}(F\psi )(\omega )\quad (k\in \mathbb {N} ).}

## Определение через общую формулуn-й производной
В случае, если есть общее аналитическое выражение для производной n-го порядка, понятие дробной производной может быть введено естественным образом путём обобщения данного выражения (когда это возможно) на случай произвольного числа n.

### Пример 1: дифференцирование многочленов
Пусть {\displaystyle f(x)} есть моном вида
{\displaystyle f(x)=x^{k}\,.}
Первая производная, как и обычно
{\displaystyle f'(x)={d \over dx}f(x)=kx^{k-1}\,.}
Повторение данной процедуры даёт более общий результат
{\displaystyle {d^{n} \over dx^{n}}x^{k}={k! \over (k-n)!}x^{k-n}\,,}
который после замены факториалов гамма-функциями приводит к
{\displaystyle {d^{n} \over dx^{n}}x^{k}={\Gamma (k+1) \over \Gamma (k-n+1)}x^{k-n}\,.}
Поэтому, например, половинная производная функции x есть
{\displaystyle {d^{1 \over 2} \over dx^{1 \over 2}}x={\Gamma (1+1) \over \Gamma (1-{1 \over 2}+1)}x^{1-{1 \over 2}}={\Gamma (2) \over \Gamma ({3 \over 2})}x^{1 \over 2}={2\pi ^{-{1 \over 2}}}x^{1 \over 2}\;={\frac {2\,x^{1 \over 2}}{\sqrt {\pi }}}\,.}
Повторяя процедуру, будем иметь
{\displaystyle {d^{1 \over 2} \over dx^{1 \over 2}}{2\pi ^{-{1 \over 2}}}x^{1 \over 2}={2\pi ^{-{1 \over 2}}}{\Gamma (1+{1 \over 2}) \over \Gamma ({1 \over 2}-{1 \over 2}+1)}x^{{1 \over 2}-{1 \over 2}}={2\pi ^{-{1 \over 2}}}{\Gamma ({3 \over 2}) \over \Gamma (1)}x^{0}={1 \over \Gamma (1)}=1\,,}
что представляет собой ожидаемый результат
{\displaystyle \left({\frac {d^{1/2}}{dx^{1/2}}}{\frac {d^{1/2}}{dx^{1/2}}}\right)x={d \over dx}x=1\,.}
Таким образом можно ввести дробные производные произвольного положительного порядка от многочлена. Определение также естественно обобщается на аналитические функции. Рассматривая {\displaystyle \Gamma } как мероморфную функцию комплексного переменного, можно обобщить определение на случай произвольного порядка дифференцирования. При этом
{\displaystyle {\left({d \over dx}\right)}^{a}{\left({d \over dx}\right)}^{b}={\left({d \over dx}\right)}^{a+b}}
на всех {\displaystyle x^{k}}, таких что {\displaystyle k-a}, {\displaystyle k-b} и {\displaystyle k-a-b} не являются целыми отрицательными числами.
Следует заметить, что производная в рассмотренном смысле имеет место при целых отрицательных n, однако такая производная отличается от понятия первообразной n-го порядка, поскольку первообразная определена неоднозначно, в то время как производная совпадает лишь с одной из первообразных. В этом случае можно говорить о главном значении первообразной.

### Пример 2: дифференцирование тригонометрических функций
Пусть
{\displaystyle f(x)=\sin(ax+b)\,.}
Поскольку для любых a и b
{\displaystyle {d^{n} \over dx^{n}}\sin(ax+b)=a^{n}\sin \left(ax+b+{\pi n \over 2}\right)\,,}
то, полагая {\displaystyle n=1/2},
{\displaystyle {{d^{1/2}} \over {dx^{1/2}}}\sin(ax+b)={\sqrt {a}}\,\sin \left(ax+b+{\pi  \over 4}\right)\,.}
Действительно,
{\displaystyle {{d^{1/2}} \over {dx^{1/2}}}\left({{d^{1/2}} \over {dx^{1/2}}}\sin(ax+b)\right)={\sqrt {a}}\;{\sqrt {a}}\,\sin \left(ax+b+{\pi  \over 4}+{\pi  \over 4}\right)=a\,\cos(ax+b)=f'(x)\,.}
В рассмотренном примере понятие производной обобщается на случай любого действительного и даже комплексного порядка. Так, при {\displaystyle n=-1} формула n-й производной даёт одну из первообразных функции {\displaystyle f(x)}.

### Пример 3: дифференцирование натурального логарифма
Пусть
{\displaystyle f(x)=\ln(x)}
Первая производная, как и обычно
{\displaystyle f'(x)={\frac {d}{dx}}\ln(x)={\frac {1}{x}}}
Все последующие будут давать производную функции {\displaystyle {\frac {1}{x}}}
{\displaystyle {\frac {d^{n}}{dx^{n}}}\ln(x)={\frac {d^{n-1}}{dx^{n-1}}}{\frac {1}{x}}=(-1)^{n+1}{\frac {(n-1)!}{x^{n}}}}
Заменим факториал гамма-функцией
{\displaystyle {\frac {d^{n}}{dx^{n}}}\ln(x)=(-1)^{n+1}{\frac {\Gamma (n)}{x^{n}}}}
Следует заметить, что {\displaystyle n} производных имеет такой вид, при {\displaystyle n\geqslant 1}
Рассмотрим случии при {\displaystyle n\leqslant 0}
{\displaystyle {\frac {d^{-1}}{dx^{-1}}}\ln(x)=x(\ln(x)-1)}
{\displaystyle {\frac {d^{-2}}{dx^{-2}}}\ln(x)={\frac {x^{2}}{2}}(\ln(x)-{\frac {3}{2}})}
{\displaystyle {\frac {d^{-3}}{dx^{-3}}}\ln(x)={\frac {x^{3}}{6}}(\ln(x)-{\frac {11}{6}})}
Заметим, для {\displaystyle n\leqslant 0} производная приобретает вид
{\displaystyle {\frac {d^{-n}}{dx^{-n}}}\ln(x)={\frac {x^{n}}{n!}}(\ln(x)-H_{n})}, где: {\displaystyle H_{n}} - гармоническое число.
Заменим факториал Гамма-функцией
{\displaystyle {\frac {d^{-n}}{dx^{-n}}}\ln(x)={\frac {x^{n}}{\Gamma (n+1)}}(\ln(x)-H_{n})}

## Свойства
Основные свойства производной нецелого порядка:
- Линейность

{\displaystyle D_{t}^{q}(f(t)+g(t))=D_{t}^{q}(f(t))+D_{t}^{q}(g(t))}
{\displaystyle D^{q}(ax)=aD^{q}(x)}
- Правило нуля

{\displaystyle D^{0}x=x}
- Дробная производная произведения

{\displaystyle D_{t}^{q}(f(t)g(t))=\sum _{j=0}^{\infty }{q \choose j}D_{t}^{j}(f(t))D_{t}^{q-j}(g(t))}
- Полугрупповое свойство

{\displaystyle D^{a}D^{b}f(t)=D^{a+b}f(t)}
в общем случае не выполняется .